# Лауласмаа (ландшафтний заповідник)
Ландша́фтний запові́дник Ла́уласмаа (ест. Laulasmaa maastikukaitseala) — природоохоронна територія в Естонії, у волості Ляене-Гар'ю повіту Гар'юмаа.

## Розташування
Поблизу природоохоронної території розташовуються села Меремийза та Лауласмаа.

## Опис
KKR-код: KLO1000165
Загальна площа — 130,5 га.
Заповідник утворений 7 липня 2005 року
Метою створення об'єкта є охорона прибережних ландшафтів.
Усю територію заповідника займає зона з обмеженим режимом природокористування (Laulasmaa pv.), категорія МСОП — V.
У заповіднику зберігаються 3 типи природних оселищ (Директива 92/43/ЄЕС, Додаток I):
| Код  | Тип оселища                                                           | Площа, га |
| ---- | --------------------------------------------------------------------- | --------- |
| 1640 | Бореальні балтійські піщані пляжі з багаторічною рослинністю          | 9,7       |
| 2180 | Заліснені дюни атлантичного, континентального та бореального регіонів | 90,4      |
| 8210 | Карбонатні скелясті схили з хазмофітною рослинністю                   | 0,1       |

На території заповідника охороняється (Директива 92/43/ЄЕС, Додаток II) вид черевоногих равлик-завиток лівозакручений (Vertigo angustior), який також відноситься до III охоронної категорії (Закон Естонії про охорону природи).
Територія заповідника збігається з природною областю Лауласмаа (Laulasmaa loodusala), що включена до Європейської екологічної мережі Natura 2000.